# Panjangsari
Panjangsari is een bestuurslaag in het regentschap Kebumen van de provincie Midden-Java, Indonesië. Panjangsari telt 1932 inwoners (volkstelling 2010).